# رالف لويس (كرة سلة)
رالف لويس (بالإنجليزية: Ralph Lewis)‏ مواليد 28 مارس 1963 في فيلادلفيا، هو مدرب كرة سلة أمريكي ولاعب سابق. بدأ مسيرته الاحترافية في سنة 1985. تم اختياره من قبل فريق بوسطن سيلتكس خلال الدرافت. يبلغ طوله 6 قدم 6 بوصة (2.0 م). اعتزل اللعب في 1994. أحرز خلال مسيرته في الإن بي إيه 229 نقطة بمعدل نقطتان في المباراة الواحدة.

## المسيرة الاحترافية
لعب مع ديترويت بيستونز في موسم 1987–1988، ثم لعب مع شارلوت هورنتس في موسم 1988–1989، ثم لعب مع ديترويت بيستونز في سنة 1990.

## روابط خارجية
- رالف لويس على موقع إن بي أي (الإنجليزية)
- رالف لويس على موقع سبورتس رفرنس (الإنجليزية)
- رالف لويس على موقع كلية كرة السلة في سبورتس رفرنس.كوم (الإنجليزية)
- رالف لويس على موقع ريلجم (الإنجليزية)
- رالف لويس على موقع بروبوليرز (الإنجليزية)
- رالف لويس على موقع سبورتس رفرنس (الإنجليزية)